# Der gelbe Ulster
Der gelbe Ulster ist der zweite Kriminalfilm (1916) der deutschen Filmreihe Harry Higgs.

## Handlung
Der arbeitslose Schauspieler Lionel Evans hat schon bessere Tage gesehen. Jetzt sieht er Licht am Ende des Tunnels, denn sein Freund, der Journalist Kelly, avisiert ihm die Stelle des Chefredakteurs der neuen Zeitung „Die Sensation“, in dem er Lionel an den reichen Besitzer des Blattes, James Torrington, weiterempfiehlt.
Doch unter Evans’ Leitung kommt das Blatt nicht in die schwarzen Zahlen, es verkauft sich zu schlecht. Und so wird tatsächlich dringend eine Sensation benötigt. Mr. Torrington droht mit der Einstellung des Blattes, da sorgt Evans kurzerhand selbst für die Sensation: Er bringt einfach den Zeitungseigner um. Ein Fall für Harry Higgs, der bald Lionel auf die Spur kommt. Als er als Mörder entlarvt wird, erschießt sich Evans.

## Produktionsnotizen
Der gelbe Ulster, auch unter dem Alternativtitel Die Sensation bekannt, entstand Mitte 1916 und hatte eine Länge von vier Akten. Der Film passierte im Juli 1916 die Zensur und erhielt Jugendverbot. Die Uraufführung fand am 20. Oktober 1916 im Berliner Tauentzienpalast statt. In Österreich-Ungarn gab es am 21. November 1916 eine Separatvorführung in Wien, ehe der Film am 16. März 1917 in einer Länge von etwa 1200 Metern in den Kinos anlief.

## Kritik
In Paimann’s Filmlisten ist zu lesen: „Stoff, Photos und Spiel sehr gut.“